# Фетва
Фетва (арап. فتوى) значи саветовање, које се врши са експертом за исламско право - шарију. То су углавном муфтије. Код шиита фетву врше високи чланови верске хијерархије нпр. ајатоласи.
Саветовање (фетва) може да потврди или оповргне правила која важе у животу појединца (законски стан, наследство) или у вери (канонско право).
Фетва спада у подручје теологије и мора се позивати на одређену тачку шеријата.
Одлуке достојанственика које нису обавезне за спровођење западају током муфтијине самрти. Фетви која осуђује на смрт, не мора да следи одмах извршење казне ако се осуда не темељи на тачним и врло конкретним верским чињеницама. 
Код сунита фетва има знатно мању тежину него код шиита - схвата се као мишљење и није пресудна.
Фетву може да покрене појединац или судија који на грађанском суду не може да изврши правду. Фетва сунита није важећа за шиите и обратно.